# Pipkins
The Pipkins war ein britisches Pop-Duo, bestehend aus Tony Burrows und Roger Greenaway.

## Werdegang
Tony Burrows war Sänger vieler Gruppen, wie z. B. White Plains, Brotherhood of Man und Edison Lighthouse. Mit letzterer landete er mit dem Lied „Love Grows (Where My Rosemary Goes)“ auf Nr. 1 vieler Hitlisten.
Roger Greenaway war Teil des in den 1960er und 1970er Jahren sehr erfolgreichen Komponisten-Duos Cook/Greenaway. Mit David Dundas schrieb Greenaway 1976 u. a. den Nummer-eins-Hit „Jeans On“.
Die Pipkins traten in überweiten, ausrangierten Hosen mit breiten Hosenträgern und grell gestreiften Hemden auf.
Der bekannteste Song der Pipkins war das von Albert Hammond und Mike Hazlewood komponierte Lied Gimme Dat Ding, ein Spaßlied, das aus der englischen TV-Kindersendung Oliver & The Overlord stammte.
Die Pipkins veröffentlichten 2 LPs: „Gimme dat ding“ (1970) und „We want to sing“ (1971).